# Adrien Arcand

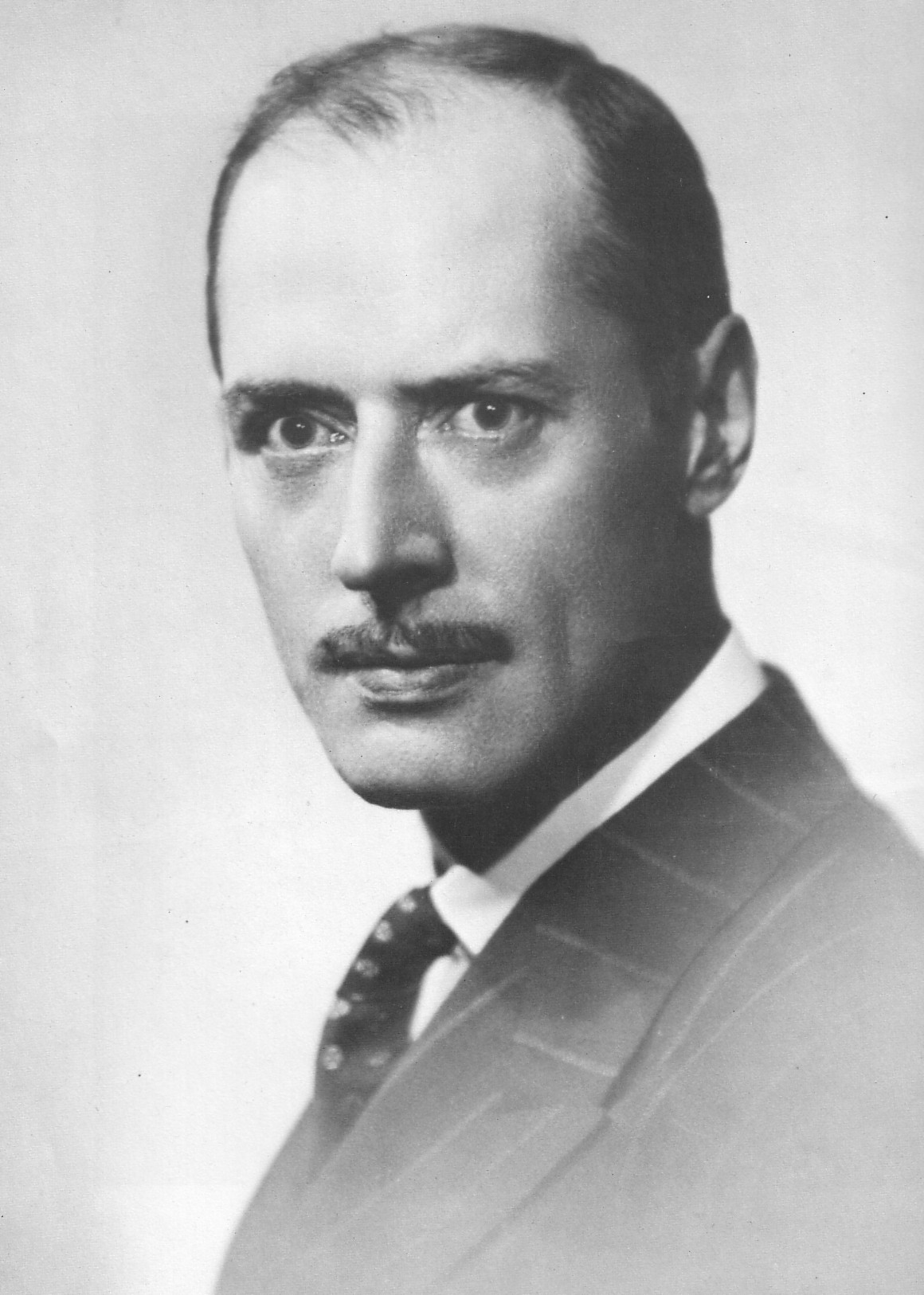
Adrien Arcand, 1933

Adrien Arcand (* 3. Oktober 1899 in Montreal, Québec; † 2. August 1967) war ein kanadischer Journalist, der von 1929 bis zu seinem Tod 1967 Leiter mehrerer nationalsozialistischer Organisationen in Kanada war. Er bezeichnete sich selbst als „Kanadischer Führer“. Später war er ein Holocaustleugner.

## Leben
Adrien Arcand gründete 1930 die faschistische Gruppe Ordre patriotique des Goglus. Er bezog finanzielle Förderungen vom kanadischen Politiker Richard Bedford Bennett, der von 1930 bis 1935 Premierminister war, sowie des Unternehmers Eugène Berthiaume, der ihm die Redaktion der Tageszeitung L’Illustration nouvelle anvertraute. Unter Arcands Leitung wurde diese in Montréal-Matin umbenannt. Die Zeitung hatte schon vor seiner Ernennung eine Nähe zum Faschismus.
1934 gründete er die Parti national social chrétien (Nationalsoziale christliche Partei, PNSC), die eine antikommunistische Politik und die Deportation der kanadischen Juden nach Hudson Bay forderte. Mitglieder marschierten in soldatisch-faschistischer Manier in sogenannten Blauhemden herum. Zugleich gründete er zwei weitere faschistische Organisation mit paramilitärischer Ausrichtung, denen er die Namen La Légion und Garde de fer gab. Letztere diente seinem persönlichen Schutz.
Arcand war antiparlamentarisch, rassistisch, antisemitisch, katholisch-konservativ und trat als anglophiler Québécois für einen zentralistischen Staat ein. Jede staatliche Eigenständigkeit der Frankokanadier lehnte er ab. Er suchte die Zusammenarbeit mit den britischen Faschisten Oswald Mosley und Arnold Spencer Leese. Nicht nur die Frankokanadier hatten sich nach seinen Vorstellungen einem faschistischen Commonwealth unterzuordnen, dessen Hauptstadt London sein sollte.
Arcand gründete 1933 die mit den Nazis sympathisierende Zeitung Le Patriote, seine spätere Parteizeitung. Seine Ansichten machte er auch in den Wochenzeitschriften Le Miroir, Le Goglu und Le Chameau bekannt. Auch in den beiden Monatszeitschriften Le Combat national und Le Fasciste canadien veröffentlichte er seine Propaganda. Im Mai 1938 war der Schriftsteller Louis-Ferdinand Céline auf einer Veranstaltung der PNSC, als dieser sich in Kanada nach einem sicheren Aufenthaltsort für die Dauer des Krieges umsah. Auch Céline war ein notorischer Antisemit.
Im Juli 1938 fusionierte die PNSC mit faschistischen Parteien in Manitoba und Ontario zur Parti de l’unité nationale du Canada/National Union Party of Canada unter der Leitung von Joseph C. Farr. Die faschistischen Organisationen (darunter auch die Casa d’Italia in Ottawa, die Fédération des clubs ouvriers, Anaclet Chalifoux und seine Braunhemden, sowie „Jeune-Canada“ von Gérard Filion und André Laurendeau) veranstalteten einen provokativen Marsch auf Ottawa, der Benito Mussolinis „Marsch auf Rom“ nachempfunden war. Adrien Arcand war laut dem Historiker Jean-François Nadeau insofern nur der exponierteste Aktivist einer größeren faschistischen Bewegung, „Jeune-Canada“ war jedoch separatistisch und stärker am Katholizismus eines Lionel Groulx orientiert.
Am 30. Mai 1940 wurde Arcand in Montreal wegen „Verschwörung zum Staatsputsch“ („plotting to overthrow the state“) verhaftet, nachdem Dokumente und Parteimaterial beschlagnahmt worden waren. Er blieb während des Krieges bis im Juli 1945 als Sicherheitsrisiko interniert. Seine Partei wurde verboten. Im Internierungslager in Petawawa saß er auf einem von Mitgefangenen gebauten Thron und sprach über seine Regierung Kanadas nach der Eroberung durch Hitler. Arcand kandidierte zweimal für das kanadische Unterhaus und erreichte dabei 1949 29 % und 1953 39 %. Er verheimlichte nie seinen Glauben an Hitler und war auch in den 1960er Jahren Mentor des prominenten Holocaustleugners Ernst Zündel. Auch Adrien Arcand selbst leugnete den Holocaust.